# Svenska Sällskapet för Medicinsk Forskning
Svenska Sällskapet för Medicinsk Forskning (SSMF) är en ideell förening som med hjälp av donationer verkar för att främja medicinsk forskning. Drottning Silvia är sällskapets beskyddare.
SSMF grundades 1919 i Svenska Läkaresällskapets hus vid Klara kyrka av flera läkare, professorer och företagare i Sverige, bland dem Carl Swartz, Ulrik Quensel, Göran Liljestrand, Joseph Nachmanson och Hjalmar Forssner. Syften var dels inriktat på att främja den medicinska forskningen, dels på att upplysa allmänheten om denna forsknings relevans. Även om den ursprungliga avsikten var att medlemmarna själva skulle täcka sällskapets utgifter med avgifter, har sällskapet under åren i allt högre grad täckt dessa utgifter med donationer. Jacob Wallenberg var skattmästare 1927-1964, och familjen Wallenberg har alltid spelat en viktig roll för finansieringen.
SSMF har genom gåvor (främst donationer och testamenten) från privata givare successivt kunnat öka stödet till svensk medicinsk forskning. Under 2016 stödde SSMF närmare 100 unga svenska forskare med över 127 miljoner kronor.